# 小路隆
小路 隆（しょうじ たかし）は、日本の音楽プロデューサー、ソングライター、編曲家。熊本県出身。

## 経歴
幼少期よりピアノを習い、高校時代に軽音楽部に入部したことでギターやベースを弾きはじめる。20代前半にベーシストとして松井五郎と組んだバンドがヤマハポピュラーソングコンテスト関東甲信越大会で2年連続優勝しつま恋本選会に出場。これを機にヤマハ関連の仕事でベースを弾き始め、その後、東芝EMIの新人だった中原めいこのサポートから本格的にプロミュージシャンとしての活動がスタート。南佳孝、小林克也とザ・ナンバーワンバンド、斎藤誠、高橋研、坪倉唯子等のコンサートツアー、レコーディング、テレビ出演に参加する。一方、当時在籍していたロックバンド 「メドウス」が 東芝EMI / 渡辺プロダクションからメジャー・デビュー。その後バンドは解散するがプロデューサーだった石坂敬一が所属する東芝EMI第一制作部に在籍し音楽制作のノウハウを学ぶ。
そんな音楽活動の中で知り合った当時松任谷由実バンドの新川博と平塚文子と音楽ユニット「Yo!」を結成。そこで作曲活動を始め、ERI等アーティストへの楽曲提供、「あぶない刑事」等テレビ番組の作・編曲を行う様になる。また「Yo!」の受け皿として音楽制作/音楽家のコーディネートを行う「有限会社ウォナビーズ（現ゴーゴーミュージックパブリシングに統合）」を設立。会社社長としてのキャリアもスタートする。「メドウス」活動の中で出会った渡辺プロダクションに所属していた山下久美子、吉川晃司のサポートバンド「PaPa」は、ウォナビーズのアーティスト第一弾として1988年小路のプロデュースで東芝EMIからデビューを果たした。
その後、1989年音楽出版社「ゴーゴーミュージックパブリシング」を設立。中原めいこやガールズバンド 「PINK SAPPHIRE」のアルバム制作に関わり、PINK SAPPHIREは手掛けたデビュー曲「P.S. I LOVE YOU」がオリコンチャート最高位2位を獲得。その後も森川美穂他様々なアーティストのアルバムプロデュース・ライブのコーディネートやディレクションと活動の中心となっていった。
21世紀に入ると新人発掘を中心とした活動を積極的に行うと共に、自身のユニット「Lusy on the radio」を結成。あらたなフェイズとしての活動をスタート。その後、「ゴーゴーミュージックパブリシング（株）」作家セクション発足、自社レーベル「Divas-Lab」設立するなど新人発掘～育成をひとつの大きな柱として、更に精力的に活動を続けている。

## 主な楽曲
- 1986年
  - ON THE RADIO／ERI／作曲, 編曲
  - 雨とタップダンス／シブがき隊／作曲
  - 硝子色メモリー／シブがき隊／作曲
  - POISON／シブがき隊／作曲
  - 寒い国のマドンナ／シブがき隊／作曲
  - Cops And Robbers／小比類巻かほる／作曲, 編曲
  - Wait And See (ラブ・ソング)／鈴木聖美／作曲, 編曲
  - Yatte Yaruze!／矢尾一樹／作曲, 編曲
- 1987年
  - 最後のVacation／ERI／作曲, 作詞, 編曲
  - 涙はFineで終わらない／吉野千代乃／作曲, 編曲
  - 迷走の街／息っ子クラブ／作曲
  - HOTEL"R"／沢向要士／作曲
- 1988年
  - (Don't) Go-Went-Gone／シブがき隊／作曲
  - Let It Go／西川弘志／作曲
  - Monday Traffic／沢向要士 The Burst／作曲
  - 君がくれた孤独／矢尾一樹／作曲
- 1989年
  - Da・Da・Da／チャイルズ／作曲
  - Looking for love／PaPa／編曲, プロデュース
  - 豹のTATOO(ExVer)／PaPa／作曲, 編曲, プロデュース
  - Dreamin' Road 14／河田純子／作曲
- 1990年
  - P.S. I LOVE YOU／PINK SAPPHIRE／作曲
  - Wake Up Mind／河田純子／作曲
  - 雨あがりはミント色／河田純子／作曲
  - NEVER MIND／河田純子／作曲
  - 涙は君の明日をたすけない／小原慶子／作曲
  - 蒼いフロンティア／松崎真人／プロデュース
  - Fun／設楽りさ子／作曲, コーラス
  - ごきげんいかが?／設楽りさ子／作曲, コーラス
- 1991年
  - Never mind／河田純子／作曲
  - 君が世界に盗まれる／松崎真人／プロデュース
  - 涙を止めないで／松崎真人／編曲, プロデュース
  - PRETTY TRIANGLE／西野妙子／作曲
- 1992年
  - 最後にもう一度抱きしめて／PINK SAPPHIRE／作曲, プロデュース
  - 恋のダイナマイト／PINK SAPPHIRE／作曲, プロデュース
  - Opening ～フリースタイル～／森川美穂／作曲, 編曲, プロデュース
  - ビジネスか恋か、それが問題!／森川美穂／編曲, プロデュース
  - 目覚めたヴィーナス／森川美穂／編曲, プロデュース
  - YOU! YOU! YOU!／森川美穂／編曲, プロデュース
  - 夏の助手席／森川美穂／編曲, プロデュース
  - POSITIVE／森川美穂／編曲, プロデュース
  - 友達のまま／森川美穂／編曲, プロデュース
  - 翼にかえて／森川美穂／作曲, 編曲, プロデュース
- 1993年
  - Scandal／Purple／作曲
  - 友達のまま／森川美穂／編曲, プロデュース
  - チャンス／森川美穂／編曲, プロデュース
  - それぞれの夏／森川美穂／編曲, プロデュース
  - 君が君でいるために／森川美穂／作曲, 編曲, プロデュース
- 1994年
  - 第2章／Mana／作曲, 編曲
  - Wait And See／鈴木聖美 & Michael Mcdonald／作曲
- 1995年: 偽りの季節たち／PINK SAPPHIRE／作曲, プロデュース
- 1996年
  - 抱いてあげる／sinon／作曲
  - 激走戦隊カーレンジャー／高山成孝／作曲, 編曲
  - 激走合体!!RVロボ／高山成孝／作曲, 編曲
- 1997年: PARADISE／森川美穂／作曲
- 1998年
  - ONE -you are the one-／FANATIC◇CRISIS／編曲, プロデュース
  - すべての出逢いと別れに／FANATIC◇CRISIS／編曲, プロデュース
- 2000年: 羽があるから／我那覇美奈／作曲
- 2003年
  - fuzzy blue／ジァイアントステップ／編曲, プロデュース
  - Over Tomorrow／ジァイアントステップ／編曲, プロデュース
  - スローモーション／ジァイアントステップ／編曲, プロデュース
  - スーパーフィードバッカー／ジァイアントステップ／編曲, プロデュース
  - 愛が咲いた日／鷺澤頼子（松来未祐）／作曲, 編曲
  - Pureness／白河ことり（堀江由衣）／作曲, 編曲
- 2004年: 永遠のReservation／堀内賢雄（オスカー）／作曲, 編曲
- 2008年: いつか貘はきっと夢を見る／GOTTA ALL STARS／編曲
- 2011年
  - どうしても君に逢いにゆく／山本兄妹／編曲
  - もしも人生がクイズなら／山本兄妹／編曲
  - 拝啓お兄ちゃん／山本兄妹／編曲
  - キビタキの羽音／松井五郎 with friends／編曲